# Clerke Rocks
Le Clerke Rocks sono un gruppo di 15 piccole isole rocciose dell'Atlantico meridionale, situato circa 74 chilometri a sud-est dell'estremità meridionale della Georgia del Sud. Si estendono da ovest a est per una lunghezza di 8 km e raggiungono un'altezza di 240 m. Gli scogli sono disabitati e appartengono politicamente al territorio britannico d'oltremare della Georgia del Sud e Isole Sandwich Australi, ma sono anche rivendicati dall'Argentina.
Fa parte delle Clerke Rocks anche il sottogruppo denominato The Office Boys a nord-est.
Le isole furono scoperte il 23 gennaio 1775 durante il secondo viaggio nei mari australi di James Cook da Charles Clerke, il comandante della Resolution, alle quali devono il nome.
Gli scogli sono costituiti da granito.